# عزیز نسین
محمد نُصرَت معروف به عَزیز نِسین (۲۰ دسامبر ۱۹۱۵ – ۶ ژوئیه ۱۹۹۵) نویسنده، مترجم و طنزنویس اهل ترکیه بود.
پس از خدمت افسری حرفه‌ای، نسین سردبیری شماری گاهنامه طنز را عهده‌دار شد. دیدگاه‌های سیاسی او منجر به چند بار به زندان رفتن شد. بسیاری از آثار نسین به هجو دیوان‌سالاری و نابرابری‌های اقتصادی در جامعهٔ وقت ترکیه اختصاص دارند. 
عزیز نام پدرش بود و او این نام را به عنوان نام مستعار خود انتخاب کرد. همچنین نسین در زبان ترکی به معنای تو چه کاره ای یا تو چه هستی است.
در سال‌های پایانی زندگی، عزیز نسین به مبارزهٔ روزافزون با آنچه نادانی و افراطی‌گری دینی می‌خواند پرداخت. او به آزادی بیان و حق انتقاد بدون چشم‌پوشی از اسلام معتقد بود. بعد از فتوای سید روح‌الله خمینی برای قتل سلمان رشدی، نسین ترجمهٔ کتاب آیات شیطانی را آغاز کرد. این مهم منجر به مورد هدف قرار گرفتن وی از سوی گروه‌های افراطی اسلامی شد. در ۱۹۹۳ هتلی را در شهر سیواس آتش زدند و سبب مرگ ۳۷ نفر در واقعهٔ کشتار سیواس شدند. خود نسین از این جریان جان سالم بدر برد.

## آثار
داستان‌های عزیز نسین گاه به صورت جدا و بیرون از مجموعه‌های خود و گاه در قالب اصلی کتاب‌ها به بیش از ۳۰ زبان گوناگون از جمله فارسی ترجمه شده‌اند. بسیاری از داستان‌های کوتاه او را ثمین باغچه‌بان، احمد شاملو، رضا همراه و صمد بهرنگی به فارسی ترجمه کرده‌اند. برخی از آثار عزیز نسین همچون زوبوک توسط مترجمان و انتشارات‌های مختلفی تحت عناوین متفاوت بازترجمه شده است. از ترجمه‌های اثر زوبوک می‌توان به چاخان ترجمه‌ی رضا همراه توسط انتشارات فروغی در قبل از انقلاب، زوبوک ترجمه ی خسرو مهرزاد توسط انتشارات دبیر (سال ۱۳۹۵) و قمپز ترجمه‌ی فاضل سوری توسط انتشارات علمی و فرهنگی اشاره کرد.
آثاری که از این نویسنده‌ی نامی به فارسی ترجمه شده است به شرح زیر است؛
- بله قربان، چشم قربان
- پخمه
- چاخان
- چگونه حمدی فیل دستگیر می‌شود؟
- حقه‌باز
- حیوانات را دست‌کم نگیرید
- خاطرات یک مرده
- خانه‌ای روی مرز
- خری که مدال گرفت
- داماد سرخانه
- دندان‌های مردم را نشمارید
- زن بهانه‌گیر
- زن وسواسی
- سرزمین اخموها
- شارلاتان
- طبق مقررات
- عروس محله
- قلقلک
- کانون گرم خانواده
- گردن‌کلفت
- حزب کرامت و حزب سلامت
- گوسفندی که گرگ شد
- لوستر پنج‌شاخه
- ما آدم نمی‌شویم
- مرض قند
- مگه تو مملکت شما خر نیست؟
- موخوره
- نابغهٔ هوش
- یک خارجی در استانبول
- آدم را به زور دیوانه می‌کنند
- تف سر بالا
- زاغه‌نشین‌ها
- کارخانه بچه سازی
- به من چه مربوطه
- خدا بد نده
- کار چاق کن
- تا کتک نخورم آدم نمیشم
- دلتون میخواد میلیونر بشین
- زنده باد وطن
- عشق آتشین
- زمانه خراب شده
- داروی بی خوابی
- کدام حزب برنده می‌شود
- دیوانه ای بالای بام
- محمود و نگار

فهرست کتاب‌ها و آثار عزیز نسین در قالب اصلی خود که در ترکیه انتشار یافته‌است:

### داستان کوتاه
- Geriye Kalan (چیزهای به‌جامانده، ۱۹۴۸)
- İt Kuyruğu (دُم سگ، ۱۹۵۵)
- Yedek Parça (قطعهٔ یدکی، ۱۹۵۵)
- Fil Hamdi (حمدی فیل، ۱۹۵۵)
- Damda Deli Var (دیوانه‌ای روی بام، ۱۹۵۶)
- Koltuk (صندلی دسته‌دار، ۱۹۵۷)
- Kazan Töreni (مراسم دیگ، ۱۹۵۷)
- Toros Canavarı (هیولای توروس، ۱۹۵۷)
- Deliler Boşandı (دیوانه‌ها طلاق گرفتند، ۱۹۵۷)
- Mahallenin Kısmeti (قسمت محله، ۱۹۵۷)
- Ölmüş Eşek (خر مرده، ۱۹۵۷)
- Hangi Parti Kazanacak (کدام حزب می‌برد؟ ۱۹۵۷)
- Havadan Sudan (حرف از اینجا و آنجا، ۱۹۵۸)
- Bay Düdük (آقای هالو، ۱۹۵۸)
- Nazik Alet (دستگاه حساس، ۱۹۵۸)
- Gıdıgıdı (غلغلک، ۱۹۵۹)
- Aferin (آفرین، ۱۹۵۹)
- Kördöğüşü (دعوای کور، ۱۹۵۹)
- Mahmut ile Nigar (محمود و نگار، ۱۹۶۰)
- Gözüne Gözlük (عینک چشمانت، ۱۹۶۰)
- Ah Biz Eşekler (آه، ما خرها، ۱۹۶۰)
- Yüz Liraya Bir Deli (یک دیوانه برای صد لیره، ۱۹۶۱)
- Biz Adam Olmayız (ما آدم نمی‌شویم، ۱۹۶۲)
- Bir Koltuk Nasıl Devrilir (چطور می‌شود حکومت را برانداخت، ۱۹۶۱)
- Sosyalizm Geliyor Savulun (بروید کنار! سوسیالیسم دارد می‌آید، ۱۹۶۵)
- İhtilali Nasıl Yaptık (چطور شورش کردیم؟ ۱۹۶۵)
- Rıfat Bey Neden Kaşınıyor (رفعت بیگ چطور خودش را در دردسر انداخت، ۱۹۶۵)
- Yeşil Renkli Namus Gazı (گاز سبزرنگ ناموس، ۱۹۶۵)
- Bülbül Yuvası Evler (خانه‌های مثل لانه بلبل، ۱۹۶۸)
- Vatan Sağolsun (سر وطن سلامت، ۱۹۶۸)
- Yaşasın Memleket (زنده‌باد میهن، ۱۹۶۹)
- Büyük Grev (اعتصاب بزرگ، ۱۹۷۸)،
- Hayvan Deyip Geçme (حیوان را دست کم نگیر، ۱۹۸۰)
- Yaşım Merhaba ‏70‎ ‏(۷۰سالگی‌ام، سلام!، ۱۹۸۴)
- Kalpazanlık Bile Yapılamıyor (حتی جعل هم نمی‌شود کرد، ۱۹۸۴)
- Maçinli Kız İçin Ev (خانه‌ای برای دختر ماچین، ۱۹۸۷)
- Gülmece Öyküleri (داستان‌های طنز، ۲۰۰۱).

### رمان
- Kadın Olan Erkek (مردی که زن شد، ۱۹۵۵)
- Gol Kralı Sait Hop Sait (سعیدِ آقای گل، ایست سعید!، ۱۹۵۷)
- Erkek Sabahat (زیبایی مردانه، ۱۹۵۷)
- Saçkıran (طاسی، ۱۹۵۹)
- Zübük (زوبوک، ۱۹۶۱)
- Şimdiki Çocuklar Harika (بچه‌های امروزی معرکه‌اند، ۱۹۶۷)
- Surname (لقب، ۱۹۷۶)
- Tek Yol (تنها راه، ۱۹۷۸).

### خاطرات
- Bir Sürgünün Hatıraları (خاطرات یک تبعیدی، ۱۹۵۷)
- Böyle Gelmiş Böyle Gitmez (این‌طور شد، این‌طور نخواهد شد، ۱۹۶۶–۱۹۷۷)
- Poliste (در اداره پلیس، ۱۹۶۷)
- Yokuşun Başı (اول صعود، ۱۹۸۲)
- Benim Delilerim (دیوانگان من، ۱۹۸۴)
- Çağımızın Nasreddin Hocası Aziz Nesin (عزیز نسین، ملانصرالدین زمانه ما، ۱۹۸۴)
- Salkım Salkım Asılacak Adamlar (یک مشت آدم اعدامی، ۱۹۸۷)
- Ben de Çocuktum (من هم بچه بودم، ۱۹۸۹)
- Rüyalarım Ziyan Olmasın (رؤیاهایم را خراب نکن، ۱۹۹۰).

### افسانه
- Memleketin Birinde (روزی در سرزمینی، ۱۹۵۳)
- Hoptirinam (ورجه وورجه، ۱۹۶۰)
- Uyusana Tosunum (گوساله جان بخواب، ۱۹۷۱)،
- Aziz Dededen Masallar (افسانه‌های بابا عزیز، ۱۹۷۸).

### قصه
- Nutuk Makinası (ماشین سخنرانی، ۱۹۵۸)
- Az Gittik Uz Gittik (رفتیم نزدیک، رفتیم دور، ۱۹۵۹)
- Merhaba (سلام، ۱۹۷۱)
- Suçlanan ve Aklanan Yazılar (نوشته‌های محکوم و تبرئه شده، ۱۹۸۲)
- Ah Biz Ödlek Aydınlar (امان از ما روشن‌فکرهای بزدل، ۱۹۸۵)
- Soruşturmada (تحت بازپرسی، ۱۹۸۶)
- Korkudan Korkmak (ترس از ترس، ۱۹۸۸)
- Bulgaristan’da Kürtler, Türkiye’de Kürtler (کردهای بلغارستان، کردهای ترکیه، ۱۹۸۹)
- Nah Kalkınırız (پیشرفت نمی‌کنیم، ۱۹۸۹).

### شعر
- Sondan Başa (از اول پایان، ۱۹۸۴)
- Sevgiye On Ölüme Beş Kala (ده مانده به عشق، پنج مانده به مرگ، ۱۹۸۶)
- Kendini Yakalamak (گیر انداختن خود، ۱۹۸۸)
- Hoşçakalın (در خوشی بمانید (خداحافظ)، ۱۹۹۰)
- Sivas Acısı (درد سیواس، ۱۹۹۵).

### متفرقه
هزلیات:
- Azizname (عزیزنامه، ۱۹۷۹).

سفرنامه‌ها:
- Duyduk Duymadık Demeyin (نگویید شنیدیم و نشنیدیم، ۱۹۷۶)
- Dünya Kazan Ben Kepçe (دنیا دیگ است و من ملاقه، ۱۹۷۷).

نمایشنامه:
- Biraz Gelir misiniz (می‌شود لطفاً بیایید؟ ۱۹۵۸)
- Bir şey Yap Met (مت، کاری بکن، ۱۹۵۹)
- Toros Canavarı (هیولای توروس، ۱۹۶۳)
- Düdükçülerle Fırçacıların Savaşı (دعوای نی‌زن‌ها و برس‌زن‌ها، ۱۹۶۸)
- Çiçu (چیچو، ۱۹۷۹)
- Tut Elimden Rovni (رونی، دستم را بگیر، ۱۹۷۰)
- Hadi Öldürsene Canikom (عزیزم بیا من را بکش، ۱۹۷۰)
- Beş Kısa Oyun (پنج نمایش کوتاه، ۱۹۷۹)
- Bütün Oyunlar (تمام نمایشنامه‌ها، ۱۹۸۲).
- Barbaros’un Torunu (نوهٔ بارباروس)
- Hakkımı Ver Hakkı (حقی، حقم را بده)
- Yaşar Ne Yaşar Ne Yaşamaz (یاشار نه زنده است نه مرده)

گلچین:
- Cumhuriyet Döneminde Türk Mizahı (طنز ترکی در دورهٔ جمهوری، ۱۹۷۳).

سخنرانی:
- İnsanlar Konuşa Konuşa (آدم‌ها با صحبت است که آشنا می‌شوند، ۱۹۸۸).

مقاله:
- Sivas Acısı (درد سیواس، ۱۹۹۵)
- Çuvala Doldurulmuş Kediler (گربه‌ها درون کیسه، ۱۹۹۵)
- Sizin Memlekette Eşek Yok mu? (مگر تو مملکت شما خر نیست؟ ۱۹۹۵)* Okuduğum Kitaplar (کتاب‌هایی که می‌خوانم، ۲۰۰۱).

مجموعه:
- Cumhuriyet Döneminde Türk Mizahı (طنز ترکی در دورهٔ جمهوری، ۲۰۰۱).

نامه:
- Mektuplaşmalar 1 / Aziz Nesin Ali Nesin (مکاتبات ۱ / عزیز نسین، علی نسین، ۱۹۹۴)
- Canım Oğlum, Sevgili Babacığım, Aziz Nesin-Ali Nesin Mektuplaşmaları ۱۹۶۶–۱۹۸۱ (پسر عزیزم، پدر عزیزم، نامه‌نگاری میان عزیز نسین و علی نسین ۱۹۶۶–۱۹۸۱، ۲۰۰۲).

## جوایز
- ۱۹۵۶، نخل طلا، جایزهٔ مسابقهٔ بین‌المللی طنز در ایتالیا برای داستان حمدی فیل.
- ۱۹۵۷، نخل طلا، جایزهٔ مسابقهٔ بین‌المللی طنز در ایتالیا برای داستان مراسم دیگ.
- ۱۹۶۶، خارپشت طلایی، جایزهٔ مسابقهٔ بین‌المللی طنز در بلغارستان.